# Cassandra Gava
Cassandra Gava (San Francisco, 28 aprile 1959) è un'attrice e produttrice cinematografica statunitense nota soprattutto per la sua interpretazione della strega nel film Conan il barbaro.
È apparsa in 21 film tra il 1979 e il 1998, tra i quali Avventurieri ai confini del mondo del 1983. Nel 2010 fa parte del cast del film I Want to Be a Soldier come partner dei protagonisti Fergus Riordan e Ben Temple.

## Filmografia parziale
- Conan il barbaro (Conan the Barbarian), regia di John Milius (1982)
- Night Shift - Turno di notte (Night Shift), regia di Ron Howard (1982)
- Avventurieri ai confini del mondo (High Road to China), regia di Brian G. Hutton (1983)
- Ancora vivo (Last Man Standing), regia di Walter Hill (1996)
- I Want to Be a Soldier (De mayor quiero ser soldado), regia di Christian Molina (2010)
- Vento di Sicilia (Sin Expiation), regia di Carlo Fusco (2012)

## Doppiatrici italiane
- Lorenza Biella in Conan il barbaro
- Barbara Castracane in I Want to Be a Soldier